# Бле (Жиронда)
Бле (фр. Blaye) насеље је и општина у југозападној Француској у региону Нова Аквитанија, у департману Жиронда која припада префектури Бле.
По подацима из 2011. године у општини је живело 4.722 становника, а густина насељености је износила 735,51 становника/km². Општина се простире на површини од 6,42 km². Налази се на средњој надморској висини од 7 метара (максималној 41 m, а минималној 0 m).

## Демографија
| 1962. | 1968. | 1975. | 1982. | 1990. | 1999. | 2011. |
| ----- | ----- | ----- | ----- | ----- | ----- | ----- |
| 4.291 | 4.355 | 4.051 | 4.559 | 4.286 | 4.666 | 4.722 |

График промене броја становника у току последњих година